# Дмитроково
Дмитроково — деревня в городском округе Клин Московской области России.

## Население
| 1852 | 1859 | 1886 | 1890 | 1899 | 1926 | 2002 |
| ---- | ---- | ---- | ---- | ---- | ---- | ---- |
| 19   | ↗41  | ↗99  | ↗105 | ↗129 | ↗179 | ↘47  |
| 2006 | 2010 |      |      |      |      |      |
| ↗48  | ↗89  |      |      |      |      |      |

## География
Деревня Дмитроково расположена на северо-западе Московской области, в центральной части городского округа Клин, в 0,5 км от северо-восточной окраины города Высоковска, на правом берегу реки Вяз (правый приток реки Ямуги), высота центра над уровнем моря — 178 м. В деревне две улицы — Железнодорожная и Полянка. Связана автобусным сообщением с Клином и Высоковском. Ближайшие населённые пункты — примыкающее на севере Тимонино и Косово на северо-западе. У северной окраины Дмитроково проходит региональная автодорога 46К-0280 (автотрасса М10 «Россия» — Высоковск).

## История
В середине XIX века сельцо Дмитроково 1-го стана Клинского уезда Московской губернии принадлежало полковнику Екатерине Павловне Кругликовой, в нём было 14 дворов, крестьян 10 душ мужского пола и 9 душ женского.
В «Списке населённых мест» 1862 года — владельческое сельцо 1-го стана Клинского уезда по левую сторону Волоколамского тракта, в 8 верстах от уездного города и 30 верстах от становой квартиры, при безымянной реке, с 6 дворами и 41 жителем (20 мужчин, 21 женщина).
В 1886 году насчитывалось 20 дворов, проживало 99 человек, работал кирпичный завод.
В 1899 году деревня с 129 жителями входила в состав Селинской волости Клинского уезда.
По данным на 1911 год число дворов составляло 22, в деревне находилась помещичья усадьба А. Е. Чёрной, функционировала мельница.
По материалам Всесоюзной переписи населения 1926 года — деревня Тимонинского сельсовета Владыкинской волости Клинского уезда в 0,5 км от Клинско-Волоколамского шоссе и 1,6 км от станции Высоково Октябрьской железной дороги; проживало 179 человек (89 мужчин, 90 женщин), насчитывалось 33 хозяйства, из которых 23 крестьянских.
- 1994—1995 гг. — деревня Масюгинского сельского округа Клинского района Московской области[21];
- 1995—2006 гг. — деревня Шипулинского сельского округа Клинского района Московской области[21];
- 2006—2017 гг. — деревня городского поселения Высоковск Клинского района Московской области[22][23];
- с 2017 года — деревня городского округа Клин Московской области[24].